# Селиште (Леовский район)
Селиште (рум. Seliște) — село в Леовском районе Молдавии. Наряду с сёлами Казанджик и Фрумушика входит в состав коммуны Казанджик.

## География
Село расположено на высоте 53 метров над уровнем моря.

## Население
По данным переписи населения 2004 года, в селе Селиште проживает 298 человек (154 мужчины, 144 женщины).
Этнический состав села:
| Национальность | Число жителей | Процентный состав |
| -------------- | ------------- | ----------------- |
| молдаване      | 1443          | 484.23            |
| румыны         | 20            | 6.71              |
| украинцы       | 5             | 1.68              |
| русские        | 2             | 0.67              |
| цыгане         | 1             | 0.34              |
| гагаузы        | 1             | 0.34              |
| болгары        | 1             | 0.34              |
| прочие         | 1             | 0.34              |
| Всего          | 298           | 100%              |